# 선기 (기)

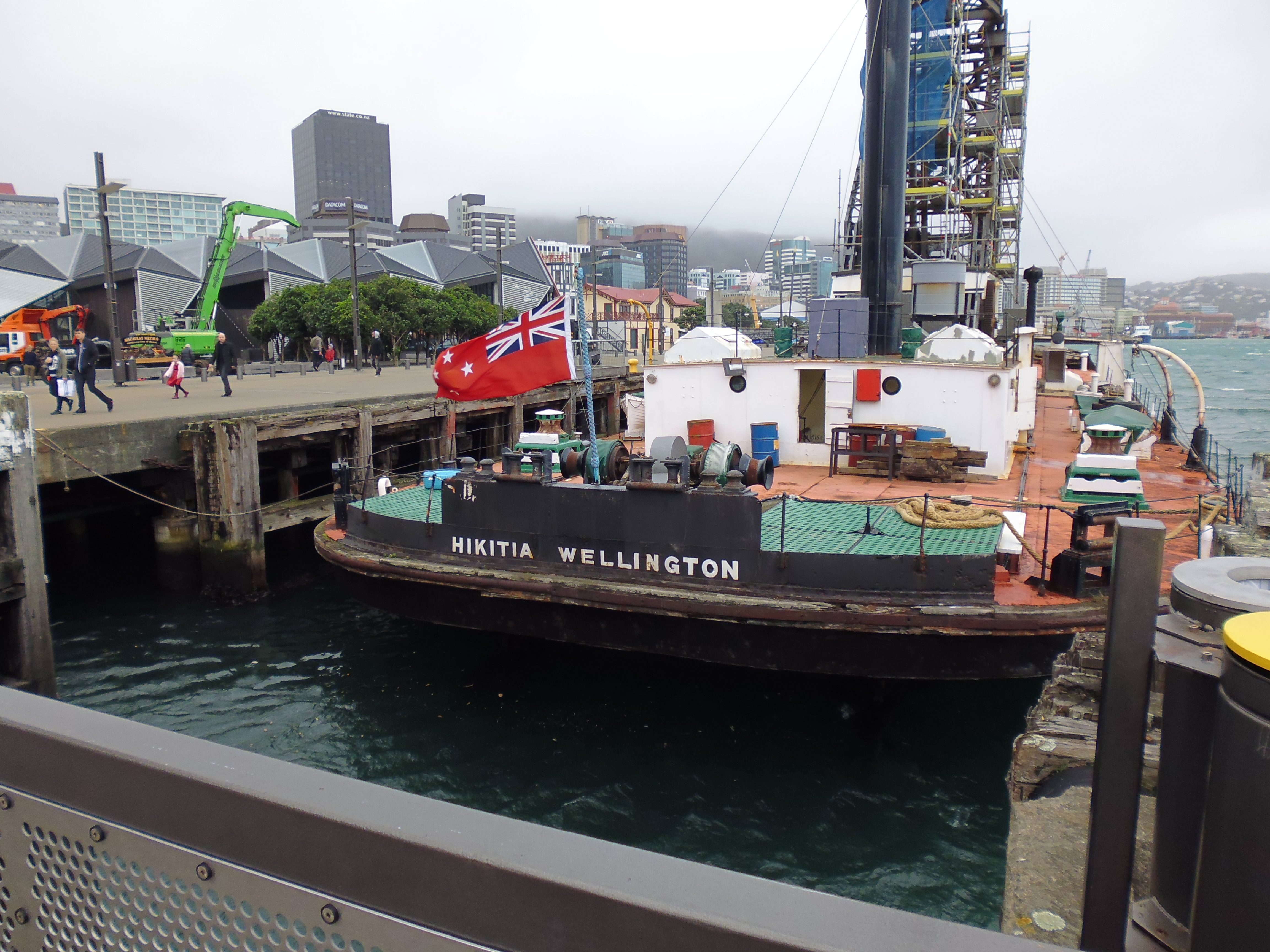
'히키티아' 선미에 게양된 뉴질랜드 국가 상선기

선기(船旗, 영어: Ensign)는 국적을 나타내기 위해 선박이나 비행기에 게양하는 국기로서, 지상에서 사용하는 국기 대신에 사용되게 된다. 선기는 항구에 정박 중인 선박에 다는 가장 큰 기로서, 주로 선미(배의 꼬리부분)에 게양한다. 군함기는 상선기나 요트선기와 도안이 다를 수도 있다. 선기는 선수기와는 다르며, 선수기는 선수(선박의 머리부분)의 이물깃대에 달린다.

## 국선기 혹은 국가 선기
해상에서 선기는 조직 소속을 알리기 위해 선박에 게양된다. 국적도 이에 해당하나, 국기를 다는 것 보다 민간 선박, 해군 선박, 경찰 선박 등과 같은 더 많은 정보를 표시하게 된다. 특히 유럽 국가나 영연방 국가에서 이 같은 경우를 볼 수 있다.
선기는 정박시에는 선미 깃대에 주로 달리지만, 운항 중에는 개프나 선체 중앙부분의 마스트에 게양되기도 한다.
기학자들은 사용 목적에 따라 국기를 세 종류로 나눈다.
- 민간선기(기호: )는 상선이나 크루즈선에 달린다. 몇몇 국가는 민간선기와 별개로 레저 보트에 사용되는 요트선기를 따로 가지고 있기도 한다.
- 관선기 혹은 정부선기(기호: )는 정부 선박에 달리며, 해안경비대 선박이 이에 해당한다.
- 해군선기(기호: )는 그 국가의 해군이 사용한다.[2]

많은 국가들은 위 세개로 나누지 않고 한 도안의 국기와 선기를 가지고있다. 미국의 경우에는 미국 해안경비대를 제외하고 미국 정부의 해상 업무 선박들은 국기를 선기로 사용하고 있다. 다른 국가들은 다른 도안의 선기를 가지고있다.

## 항공기기

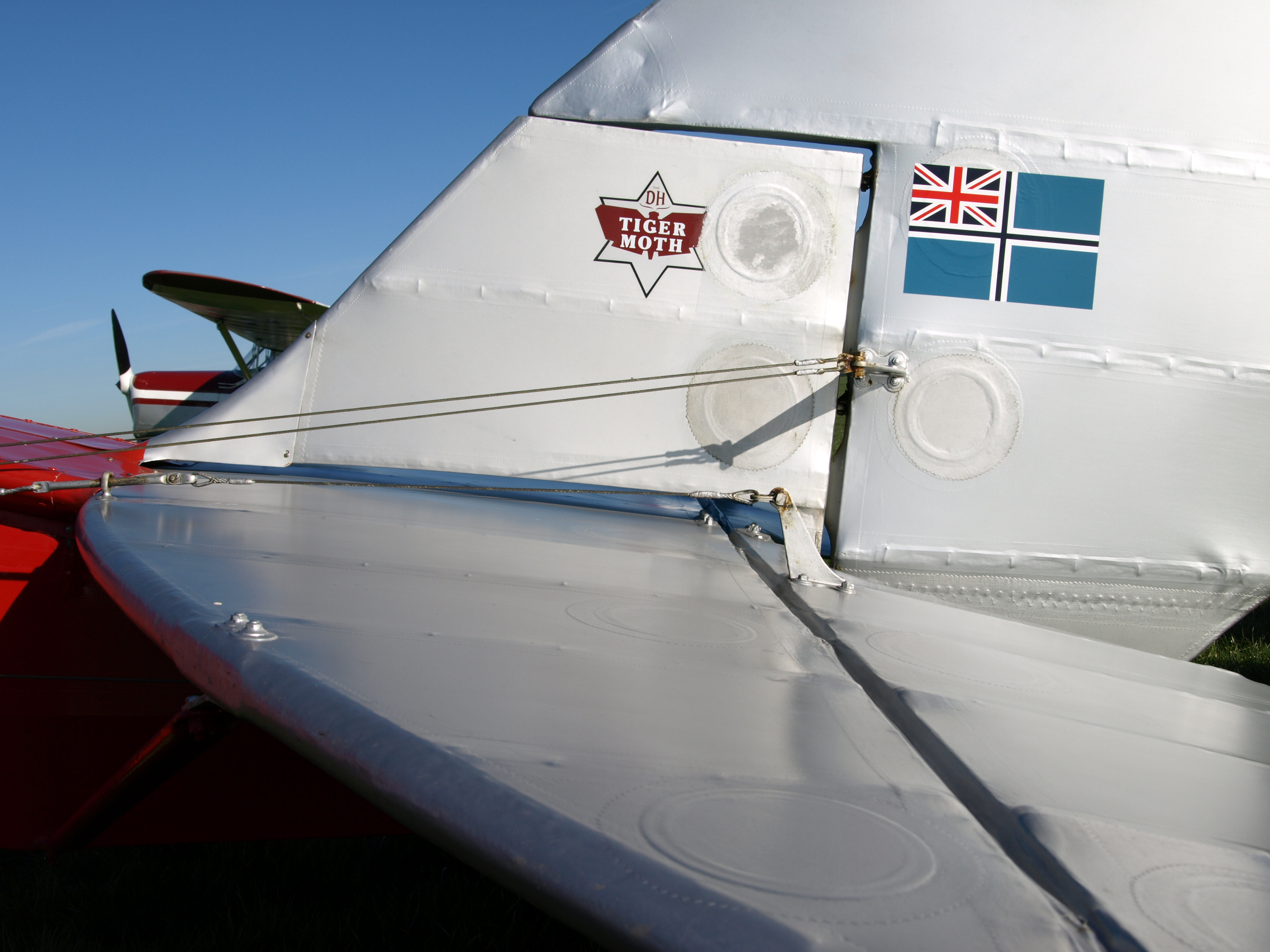
드 헤빌랜드 타이거 모스기의 꼬리 방향타에 부착된 영국 민항기기

항공기기(航空機-旗)는 20세기 초 공군이 별도의 군으로 독립되고, 민간항공이 성장함에 따라, 구별되는 기와 선기가 도입된다. 본래 항공기기는 그 국가의 공항이나 착륙했거나 날고있는 항공기에 게양하기 위해 도입된 기이다. 항공기기는 공군기기(空軍機-旗)와 민항기기(民航機-旗)로 나뉜다.

## 주요 선기

영국 왕립해군이 사용하는 햐양 선기
영국 정부 선박이 사용하는 파랑 선기
영국 민간 선박이 사용하는 빨강 선기
지브롤터의 관선기
지브롤터의 상선기
영국 왕립 공군이 사용하는 왕립 공군기기
오스트레일리아 왕립 공군기기
뉴질랜드 왕립 공군기기
캐나다 왕립 공군기
오스트레일리아 왕립해군 선기
뉴질랜드 왕립해군 선기
캐나다 왕립해군 선기
영국 민간 항공 단체가 사용하는 영국 민간 항공기기
오스트레일리아 민간 항공기기
뉴질랜드 민간 항공기기
오스트레일리아 국기와 관선기
오스트레일리아 빨강 선기
뉴질랜드 국기와 관선기
뉴질랜드의 빨강 선기
인도 해군 선기
인도 상선기
벨기에 해군 선기
이집트 해군 선기
핀란드 요트 클럽 선기. 동그라이 X 부분에 요트 클럽 상징을 배치한다
프랑스의 민간, 해군 선기
독일 해군 선기
이탈리아 해군 선기
일본 해상 자위대의 선기
미얀마 해군 선기
조선민주주의인민공화국 해군 선기
노르웨이 왕립해군 선기
댄마크 왕립해군 선기
폴란드 해군 선기
러시아 해군 선기
사우디아라비아 왕립 해군 선기
스페인 요트 선기
스리랑카의 군함기
태국 왕립해군의 군함기
우크라이나 해군 선기
미국 해안경비대 선기
네덜란드 왕립해군 선기
베트남의 군함기
룩셈부르크의 상선기

## 같이 보기
- 선수기